# 瓦拉諾湖
41°52′45″N 15°44′46″E / 41.87917°N 15.74611°E

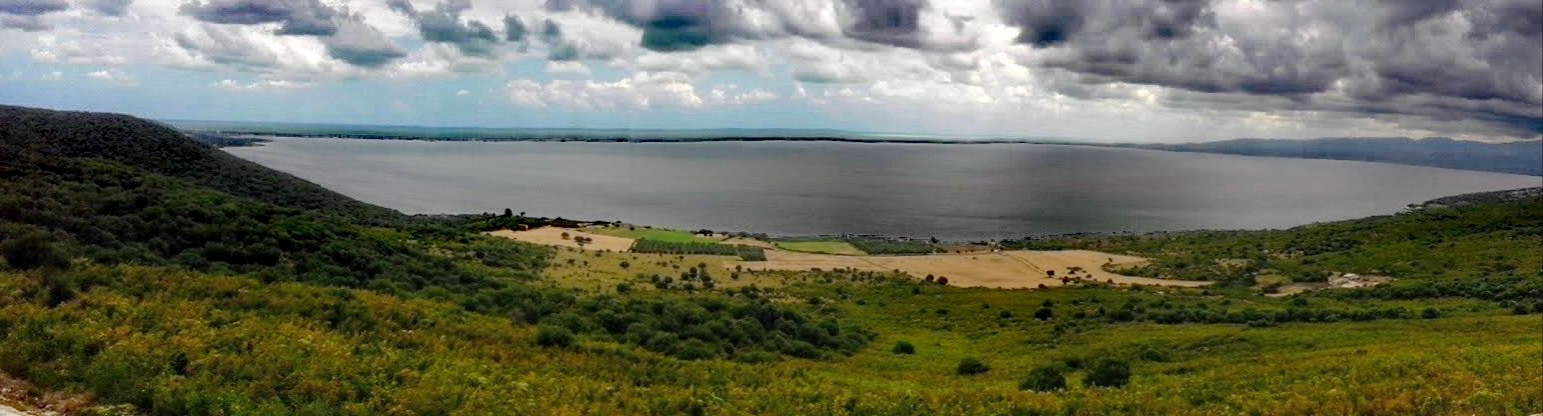

瓦拉諾湖是意大利的湖泊，由福賈省負責管轄，長10公里，面積60.5平方公里，平均水深3米，最大水深6米，湖岸線長度33公里，湖水來自地下泉水。